# فرودگاه بامبی فارم
فرودگاه بامبی فارم (به انگلیسی: Bombay Farms Airport) یک فرودگاه خصوصی است که یک باند فرود چمن دارد و طول باند آن ۶۴۰ متر است. این فرودگاه در شهر مدرس، اورگن کشور ایالات متحده آمریکا قرار دارد و در ارتفاع ۷۲۶ متری از سطح دریا واقع شده‌است.